# 小行星77318
小行星77318（77318 Danieltsui）是一颗绕太阳运转的小行星，为主小行星带小行星。该小行星于2001年3月发现。
該小行星以美籍華裔物理學家、1998年諾貝爾物理學獎得主崔琦命名。

## 轨道参数
小行星77318的轨道半长轴为344 185 378 km（2.3007044 UA），离心率为0.094。